# Маргарита Виоланта Савойска
Маргарита Виоланта Савойска (на италиански: Margherita Violante di Savoia, * 15 ноември 1635, Замък Валентино, Торино, Савойско херцогство, † 29 април 1663, Херцогски дворец в Колорно) от Савойската династия е чрез брак херцогиня на Парма и Пиаченца.

## Произход
Тя е петото дете и втора дъщеря на Виктор Амадей I Савойски (* 1587, † 1637), 12-и херцог на Савоя (1630 – 1637) и принц на Пиемонт, и на съпругата му принцеса Кристина Френска (* 1606, † 1663). Нейни дядо и баба по бащина линия са херцог Карл Емануил I Савойски и Каталина-Микаела Испанска, а по майчина – кралят на Франция Анри IV и Мария де Медичи. Има трима братя и три сестри:
- Лудвиг Амадей (* 1622; † 1628), принц на Савоя
- Лудовика Кристина (* 1629; † 1692), принцеса на Савоя, също губернаторка на Ница, княгиня на Онеля и маркграфиня на Арджентера и Берзецио като съпруга на чичо си кардинал Маврикий Савойски
- Франц Хиацинт (* 1632; † 1638), 13-и херцог на Савоя (1637 – 1638)
- Карл Емануил II (* 1634; † 1675), 14-и херцог на Савоя (1638 – 1675), принц на Пиемонт, маркграф на Салуцо, граф на Аоста, на Мориен, на Асти и на Ница, херцог на Немур и на Гент, крал на Кипър и на Йерусалим (1638 – 1675), съпруг на Франсоаз Орлеанска и на Мария Йоанна Батиста Савойска-Немур
- Катерина Беатриса (* 1636; † 1637), принцеса на Савоя
- Хенриета Аделхайд (* 1636; † 1676), курфюрстина на Бавария като съпруга на Фердинанд Мария

## Биография

### Ранни години
Бащата на принцесата умира през октомври 1637 г., когато тя е само на две години. Така нейният по-голям брат Франц Хиацинт става херцог на Савоя на 5-годишна възраст. Майка ѝ става регентка на Савойското херцогство.
Израства във време, когато двамата ѝ чичовци – принц Маврикий и по-малкият му брат принц Томас Франциск Савойски, се борят за власт с майка ѝ и нейното френско обкръжение. Когато Франц Хиацинт умира през 1638 г., двамата братя започват гражданска война в Пиемонт с подкрепата на Испания. Двете страни в конфликта се наричат „Принциписти“ (привърженици на принцовете) и „Мадамисти“ (привърженици на херцогинята). Франц Хиацинт е наследен на трона от по-малкия си брат принц Карл Емануил II.
Първата от братята и сестрите на Маргарита Виоланта, които се женят, е нейната по-голяма сестра Луиза Кристина, която през 1642 г. на 13-годишна възраст става съпруга на чичо си Маврикий Савойски, като по този начин подпечатва мирния договор между майка си и чичовците си. По-малка ѝ сестра принцеса Хенриета Аделаида през 1650 г. съпруга на баварския престолонаследник (бъдещ курфюрст) Фердинанд Мария.

### Преговори за брак и брак
Херцогиня Кристина Френска започва преговори с Франция за осигуряване на брака между Маргарита Виоланта и крал Луи XIV (баща му Луи XIII е по-големият брат на Кристина). Маргарита Виоланта не е единствената предложена булка на краля. Испанският двор предлага ръката на братовчедка ѝ инфанта Мария-Тереза Испанска. Бащата на инфантата, испанският крал Филип IV, е брат на Анна Австрийска, майката на Луи XIV. Той се стреми да установи мир между Франция и Испания чрез брака на Луи и Мария Тереза.

Преговорите между Франция и Савойското херцогство довеждат до споразумението Луи и Маргарита Виоланта да се срещнат в Лион. Кралят напуска Париж на 25 октомври 1658 г. заедно с вдовстващата кралица, Филип I Орлеански, Великата мадмоазел (Анна дьо Монпансие) и любовницата си Мария Манчини. Преди това е решено бракът да се състои само ако кралят хареса принцесата. Първоначалното впечатление е положително. Луи XIV казва: „... Тя е дребна като съпругата на маршал дьо Вилерой, но фигурата ѝ е необичайно красива. Малко е срамежлива, но ѝ отива. Има красиви очи, като цяло я харесвам и доста ми допада“. Но тогава кралят променя решението си, може би под натиска на Мария Манчини и на кардинал Мазарини. Кардиналът е привърженик на испанския брак. Скоро в Лион пристига пратеник на испанския крал. Мазарини обявява на херцогиня Кристина: „... Дългът заповядва на краля на всяка цена да прекрати войната, която продължава вече двадесет години, и да даде мир на Франция. Единственият начин да се постигне това е бракът с Мария Тереза Испанска.“
Бракът, така желан за Савойското херцогство, не е сключен. Маргарита Виоланта се омъжва за херцога на Парма и Пиаченца Ранучо II Фарнезе на 29 април 1660 г. в Торино. Тя пристига в Парма, където е приета с големи почести и празненства. Двамата имат две деца: дъщеря, която умира ден след раждането си през 1661 г., и син, който умира два дена след раждането си през 1663 г.
Двамата започват да реконструират херцогския дворец в Колорно, който се превръща в основна резиденция на херцогското семейство.

### Смърт
27-годишната Маргарита Виоланта умира на 29 април 1663 г. в Двореца в Колорно, два дена след раждането на второто си дете. Погребана е в базиликата „Санта Мария дела Стеката“ в центъра на Парма. След смъртта на херцогинята съпругът ѝ се жени още два пъти за принцесите от Модена Изабела д'Есте и за сестра ѝ Мария д’Есте.

## Брак и потомство
∞ 11 август 1559 (договор), 29 април 1660 в Торино за Ранучо II Фарнезе (* 17 септември 1630, Парма; † 11 декември 1694, Парма), херцог на Парма и Пиаченца от 1646 г. до смъртта си, от когото има две деца:
- дъщеря (* 13 декември 1661, † 14 декември 1661).
- син (* 27 април 1663, † 30 април 1663).